# Korutürk, Balçova
Korutürk là một xã thuộc huyện Balçova, tỉnh İzmir, Thổ Nhĩ Kỳ.